# Липферт, Гельмут
Гельмут Липферт (нем. Helmut Lipfert; 6 августа 1916, Тюрингия, — 10 августа 1990) — немецкий лётчик-ас, Второй мировой войны, в течение которой он совершил 687 боевых вылетов, одержав 203 победы в воздухе, все на Восточном фронте, включая самолёты западных союзников. Прошёл путь от рабочего и унтер-офицера танковых войск до гауптмана люфтваффе.

## Биография
Военную карьеру Гельмут Липферт начал рядовым в составе 1-й танковой дивизии Вермахта, в 1941 году, в звании унтер-офицера, Липферт был переведен в люфтваффе, пройдя обучение в школе пилотов истребителей, по окончании которой получил звание лейтенанта.
В конце 1942 года был назначен в состав 52-й истребительной эскадры (JG52), действующей на Восточном фронте. По прибытии, 16 декабря 1942 года был назначен в состав 6./JG52.
Его первый боевой вылет состоялся 18 декабря 1942 года под Сталинградом, с аэродрома Зимовники. К моменту прибытия Гельмута на фронт наступление германских войск закончилось, и до конца войны немецкие части в которых он служил участвовали только в оборонительных боях.
Первую победу Липферт одержал 30 января 1943 года, в 18-м боевом вылете, сбив советский Ла-5. 20 апреля Липферт сбил свой девятый самолёт, за что был награждён Железным Крестом 1-го класса. Его 10-я победа была зафиксирована 25 июня, а 21 июля — 15-я.
Свою 20-ю победу он одержал 5 сентября. В то же время, после гибели обер-лейтенанта Гейнца «Йонни» Шмидта 5 сентября 1943 года, Липферт принял командование 6./JG52. 29 сентября им была одержана 25-я победа.
8 октября Липферт сбил пять советских самолётов, одержав свои 30-34 победы, а всего в октябре он одержал 18 побед (9 Як-1, 4 Як-9, 3 Ла-5, 1 ЛаГГ-3 и 1 Ил-2). К этому времени II./JG52 действовала над Керченским проливом, сначала из Тамани, а позднее, из Керчи IV, прикрывая эвакуирующуюся с Тамани 17-ю армию вермахта. С вечера 31 октября советские войска начали Керченско-Эльтигенскую десантную операцию, продлившуюся до середины декабря.
В ноябре, Липферт действуя над Керченским полуостровом заявил 21 победу (12 Як-1, 4 Ил-2, 3и Як-9, 1 Як-7 и 1 «Аэрокобру»), достигнув 64 побед, в том числе одержав свою 50-ю победу 12 ноября и 60-ю 27 ноября.
В декабре им было заявлено 16 побед, в том числе четыре сбитых самолёта 5 декабря стали его 69-72-й победами. 29 декабря его общее число побед достигло 80.
После 88-й победы, одержанной 25 января 1944 года он был отправлен в отпуск, а 28 января 1944 года Липферта наградили Германским Крестом в Золоте.
Отпуск немецкого пилота продлился до конца марта. По возвращении из отпуска Липферт 1 апреля он достиг рубежа в 90 побед и 5 апреля был награждён Рыцарским Крестом.
В это время, советская армия начала 8 апреля Крымскую наступательную операцию, закончившуюся полным изгнанием немецко-румынских войск из Крыма. Тем не менее, Липферт 11 апреля 1944 года сбив очередной Ил-2 достиг своей 100-й победы. 5 мая, незадолго до поражения в Крыму, он одержал свою 110-ю победу.
Всего до 16 апреля 1945 года у него было 203 заявленных побед. За время войны советским пилотам удавалось 5 раз сбить самолёт Липферта.
После окончания войны Гельмут Липферт провел несколько месяцев в американском плену, был освобожден, но полностью порвал с авиацией, и до конца своих дней работал школьным учителем.
Оставил мемуары хорошо раскрывающие разнообразие тактик истребителей времен 2-й мировой. 